# Deutsche Fußballmeisterschaft 1907/1908
Šestý ročník Deutsche Fußballmeisterschaft (Německého fotbalového mistrovství) se konal od 3. května do 7. června 1908.
Turnaje se zúčastnilo již nově osm klubů. Vítězem turnaje se stal poprvé klub Berliner 89, který porazil ve finále Stuttgarter Kickers 3:1.